# Paolo Marzari
Paolo Marzari (Schio, 12 aprile 1869 – Schio, 25 marzo 1955) è stato un imprenditore italiano.

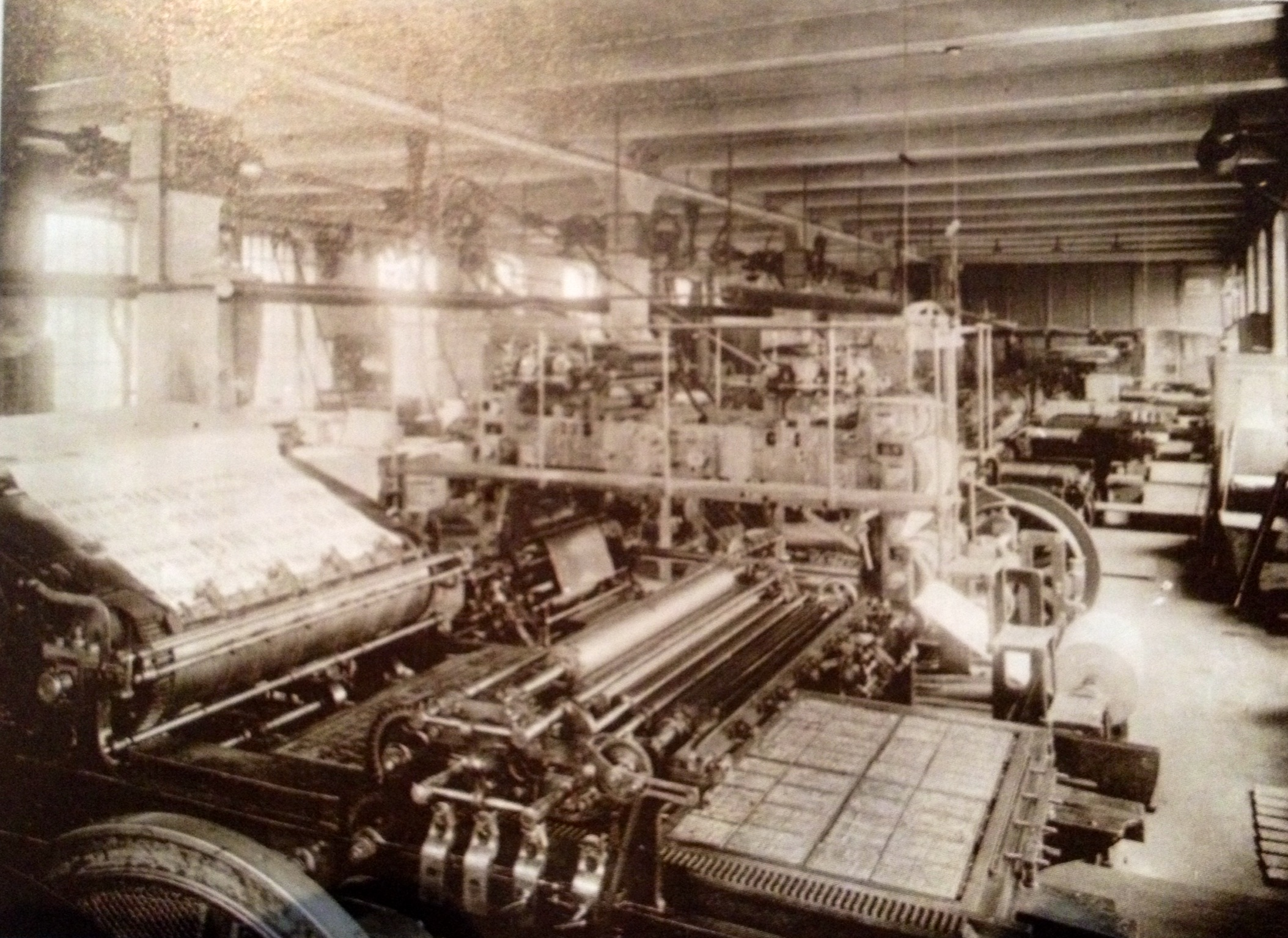
Sala stampa dello stabilimento Marzari nei primi anni del Novecento

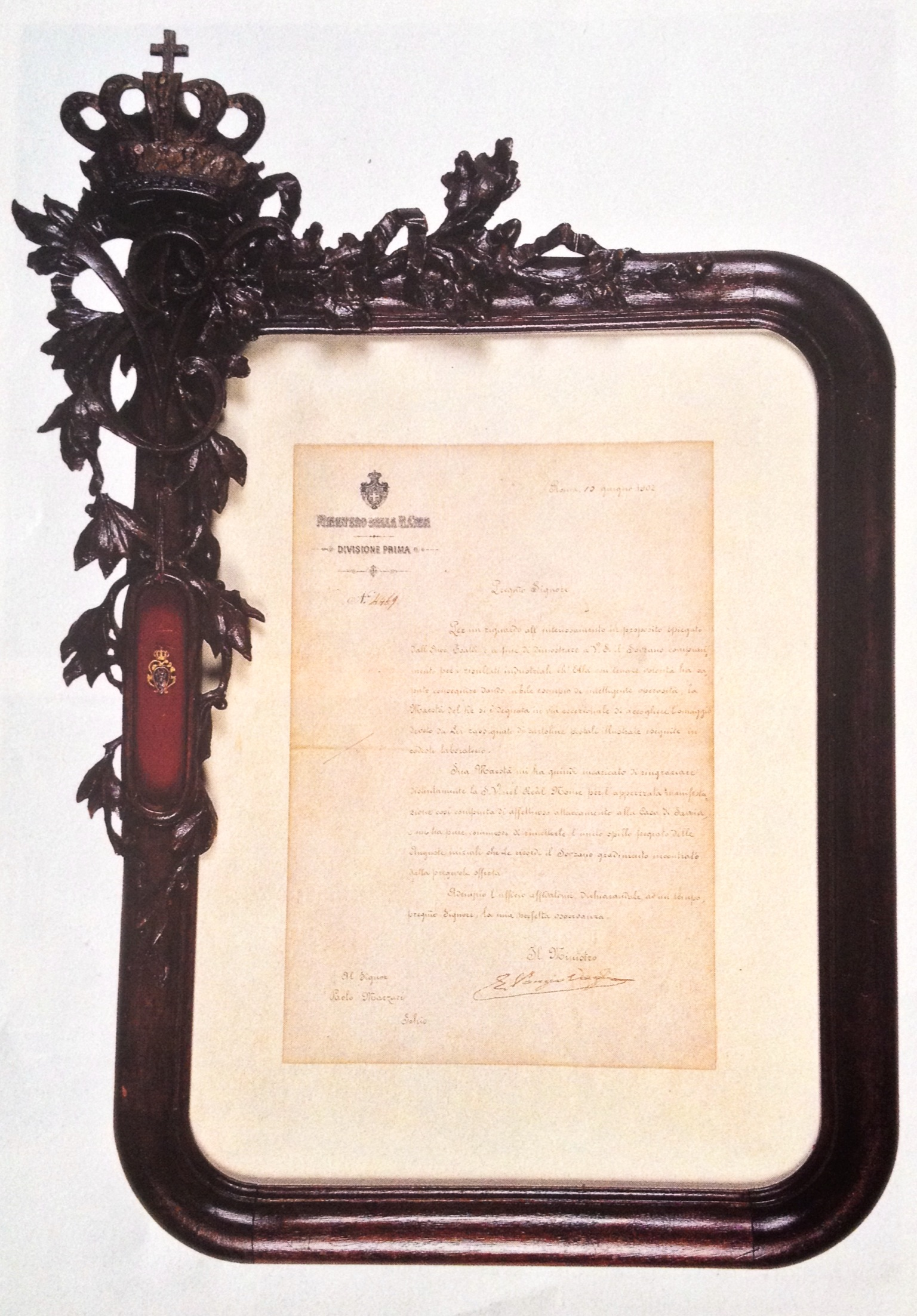
Giugno 1902: Lettera di ringraziamento del Ministro della Real Casa a Paolo Marzari per il dono al re di un album di cartoline.

Figura chiave nella fase pionieristica dell'industria poligrafica vicentina tra otto e novecento, la figura dello scledense divenne nota grazie alle cartoline illustrate uscite dal suo stabilimento. Il suo nome, inizialmente conosciuto in tutta Italia, nel secondo dopoguerra diventerà famoso in molti Paesi del mondo.

## Biografia

### La formazione professionale
Nato a Schio da Valentino e Teresa Dall'Amico, Paolo Marzari ottiene la licenza elementare presso le scuole del Lanificio Rossi. Il padre, non amando l'idea che il figlio lavorasse da operaio, decise di assecondarne la passione per il disegno, trovandogli un lavoro nella  tipografia di Leonida Marin, personaggio piuttosto influente nella Schio del secondo Ottocento. La grande predisposizione al disegno e all'arte litografica abbinate a forte determinazione e temperamento, gli fecero presto guadagnare la stima dei suoi superiori, anche se i riscontri sul piano economico furono scarsi: all'età di vent'anni Marzari non arrivava a guadagnare più di una lira al giorno.

### La crescita professionale
Incoraggiato da alcuni industriali di Schio, Paolo Marzari decise di mettersi in proprio e nel 1894 cominciò con un piccolo torchio, lavorando da solo nella sua abitazione in Via Mazzini. Grazie all'aumento delle commesse, il giovane imprenditore trasferì in seguito il suo stabilimento produttivo presso Palazzo Fogazzaro in Via Pasini per tenere testa alla rapida crescita del volume di affari della piccola impresa e la necessità di nuove macchine. 
Si avvicinò intanto alla fototipia, già presente all'estero. È il primo in Italia che, fin dal 1895, studia e perfeziona con grande tenacia questo nuovo processo di stampa fotografica. A cavallo del secolo, le nuove attrezzature, le macchine a forza motrice e stabili più adeguati, portarono l'imprenditore a trasferirsi nuovamente. L'azienda divenne così una realtà industriale a tutti gli effetti, facendo fronte con successo alle innovazioni tecniche della fototipia e della tricromia. Nella fervida stagione giolittiana, la tradizione tipografica veneta che era in grado di soddisfare solo i bisogni locali, si rivitalizza e sviluppa metodi di produzione più moderni ed efficienti. 

#### Le cartoline illustrate
La totale dedizione al lavoro e l'ottima capacità organizzativa trasformarono Paolo Marzari nel dinamico imprenditore capace di procurarsi capitali e stabilire le giuste relazioni in un fiorente contesto socioeconomico fine-ottocentesco. Egli contribuì all'andamento favorevole del mercato, allo sviluppo dell'apparato industriale vicentino e delle tecniche produttive. 
Negli anni precedenti la prima guerra mondiale, l'azienda eseguiva qualsiasi lavoro a stampa: etichette, cataloghi, registri, modulari, campionari, pubblicazioni d'occasione, biglietti da visita, cartelli stampati ad uso industriale e commerciale. A questi si affiancarono la produzione di cartoline illustrate e di albums di città e artistici. 
Nel 1900, Marzari conquistò la medaglia d'oro all'esposizione di Perugia e quella d'argento del Ministero; nel 1909 si affermò al concorso europeo di Roma. L'alta qualità della produzione gli procurò inoltre la commessa delle cartoline commemorative dei funerali di Umberto I.
La cartolina illustrata sancì la nascita della comunicazione visiva e ha origine dalla fotografia-tipografica, detta anche fotoincisione. La cartolina postale ottenne un enorme successo come mezzo di comunicazione di massa e come mezzo di rappresentazione della realtà.

### In Italia e nel mondo
Dopo sessant'anni di attività industriale e commerciale condotta con successo da Marzari, l'opera proseguì grazie al lavoro dei figli Mario e Silvio, i quali si dedicarono rispettivamente l'uno alla parte tecnica e l'altro a quella commerciale dell'azienda. Nel 1955 la Tipografia P. Marzari diventa una Società a responsabilità limitata e decuplica in quattro anni la produzione, il marchio Marzari si ritrova non solo in ogni regione d'Italia, ma cresce anche l'esportazione verso l'Europa occidentale e meridionale, tutta l'area medio-orientale e successivamente in altri paesi del mondo. 
L'azienda ha chiuso lo stabilimento negli anni Novanta del XX secolo.